# Carcinopodia
Carcinopodia is een geslacht van vlinders van de familie van de spinneruilen (Erebidae). De wetenschappelijke naam van dit geslacht werd voor het eerst voorgesteld door George Francis Hampson in een publicatie uit 1900.

## Soorten
- Carcinopodia astrigata (Hampson, 1910)
- Carcinopodia argentata (Distant, 1897)
- Carcinopodia aurantiaca (Hampson, 1909)
- Carcinopodia furcifasciata (Butler, 1895)
- Carcinopodia parallela (Bethune-Baker, 1911)
- Carcinopodia schoutedeni Strand, 1918